# فلات کلرادو

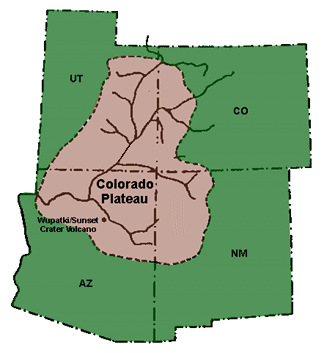
نقشه فلات کلرادو

فلات کلرادو (انگلیسی: Colorado Plateau) این فلات که گاهی به نام استان فلات کلرادو هم شناخته می‌شود یک منطقه فیزیوگرافی بسیار وسیع است که در منطقه مرکزی چهارگوش قسمت جنوب غربی ایالات متحده آمریکا واقع شده، این استان مساحتی در حدود ۳۳۷۰۰۰ کیلومتر مربع در غرب کلرادو، شمال غرب نیومکزیکو، بخش جنوبی و شرقی یوتا، و شمال آریزونا را پوشش می‌دهد، در حدود ۹۰٪ منطقه توسط رودخانه کلرادو و شاخه‌های فرعی آن پوشش داده می‌شود، بخش باقیمانده هم توسط رودخانه ریو گرانده و شاخه‌های فرعی آن پوشش داده می‌شود.

## نگارخانه

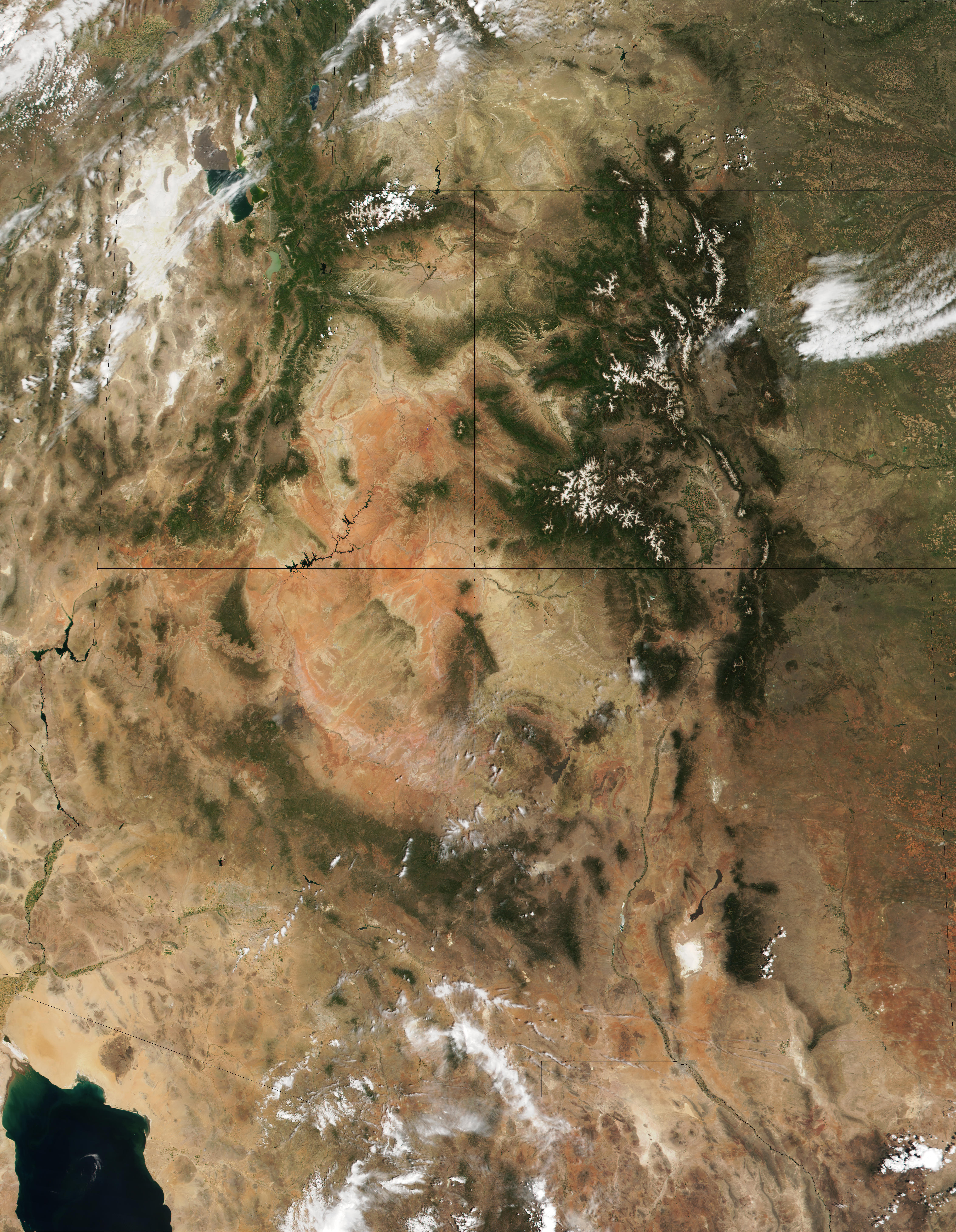
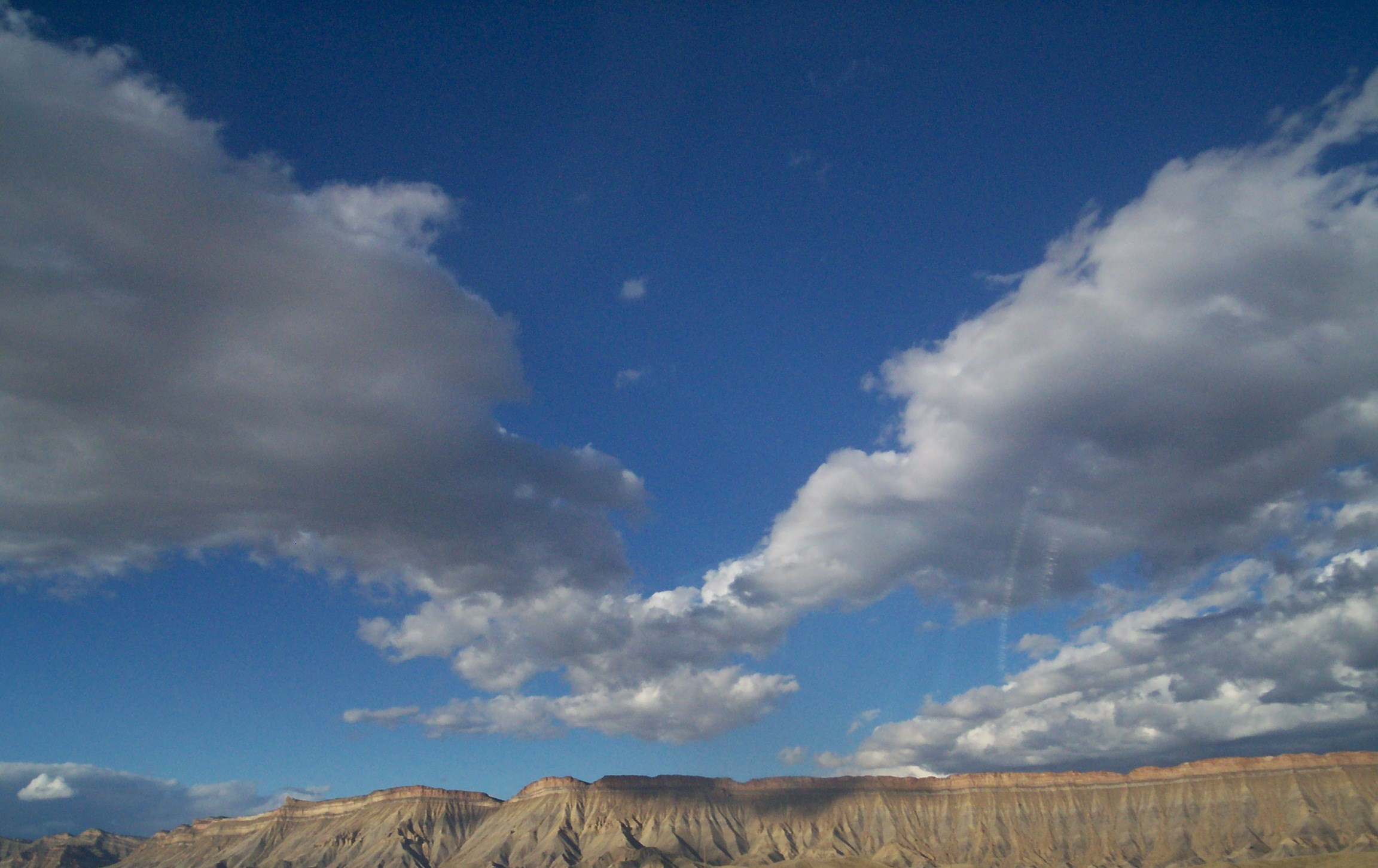
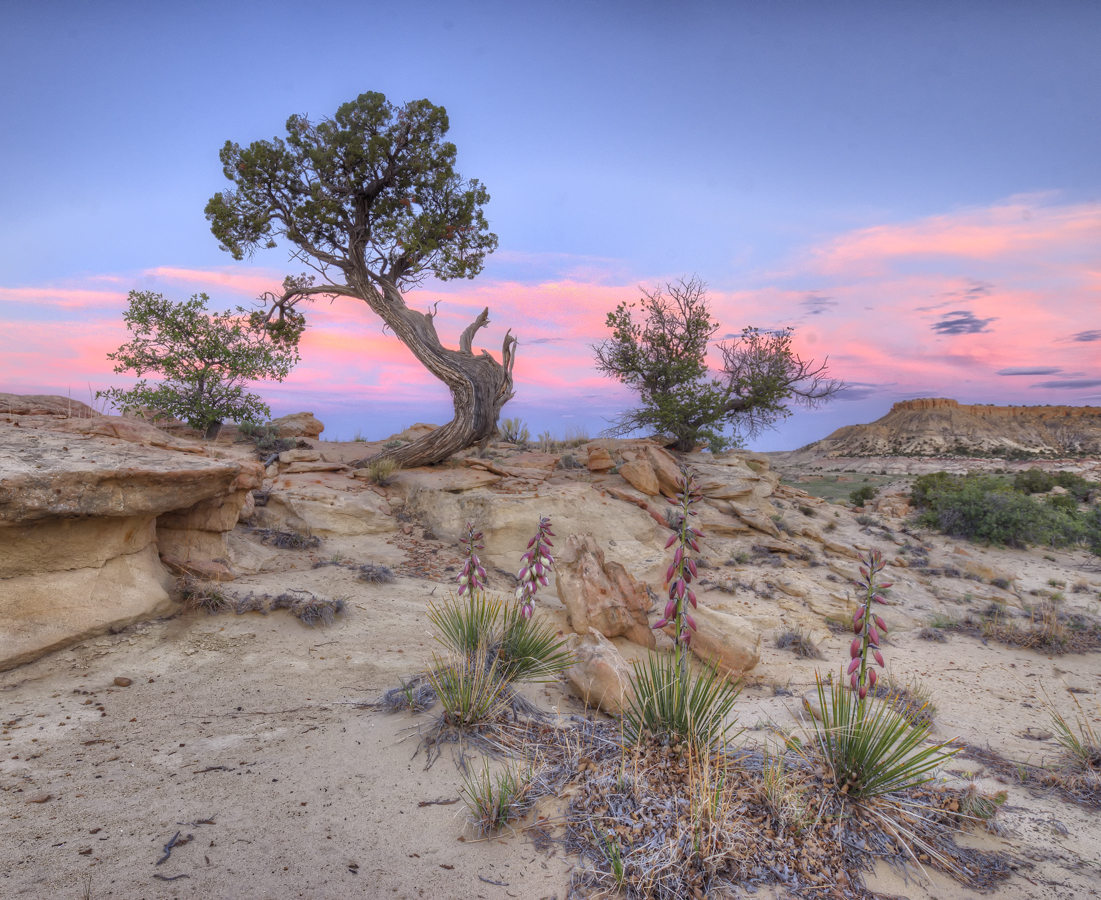
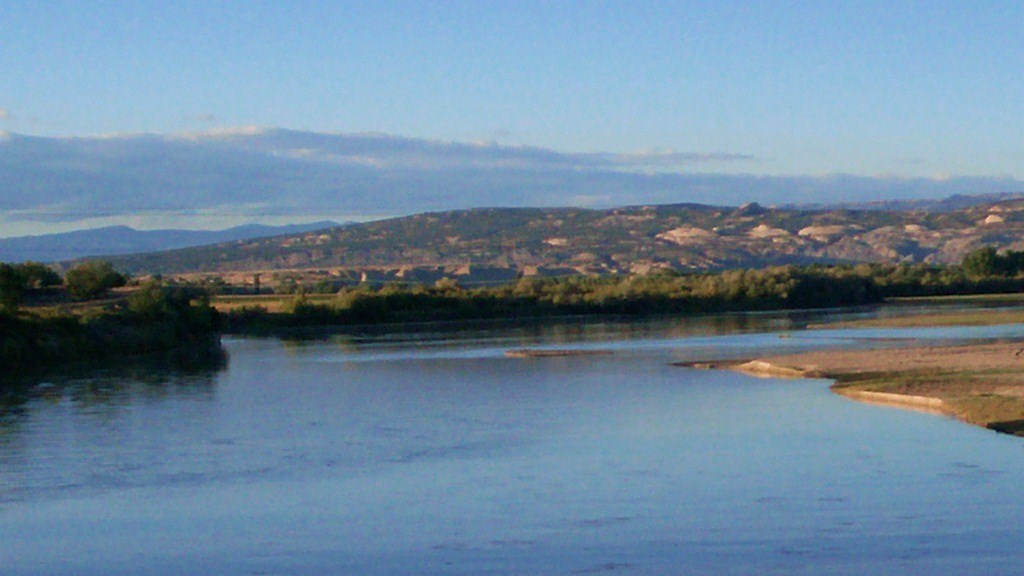
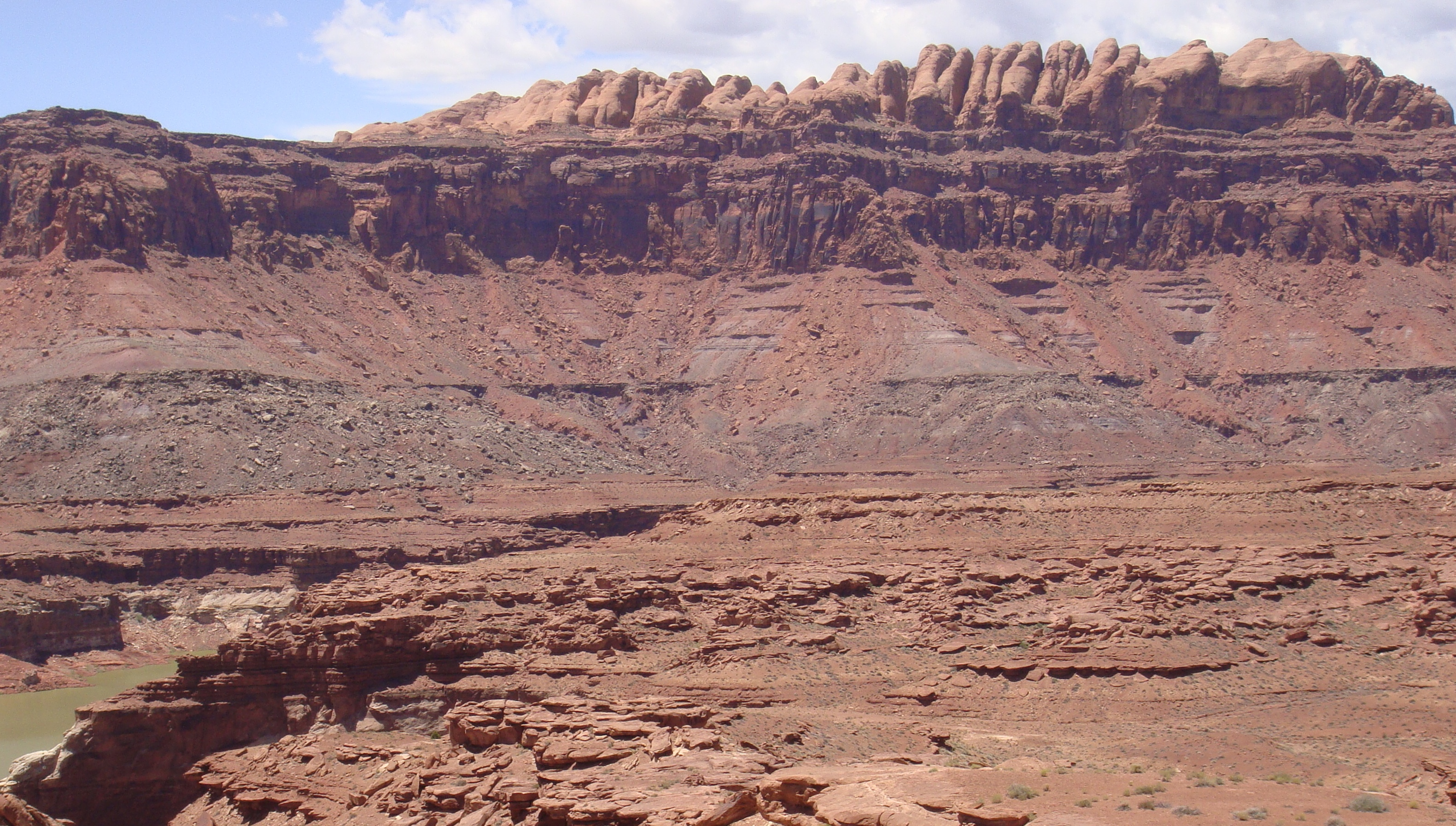
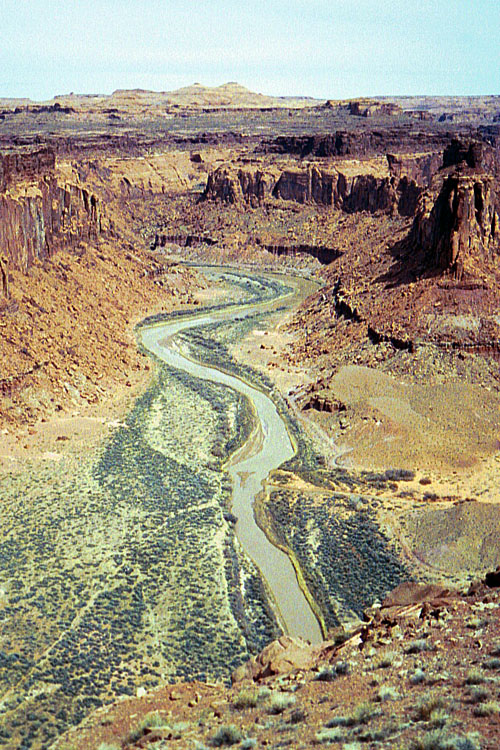
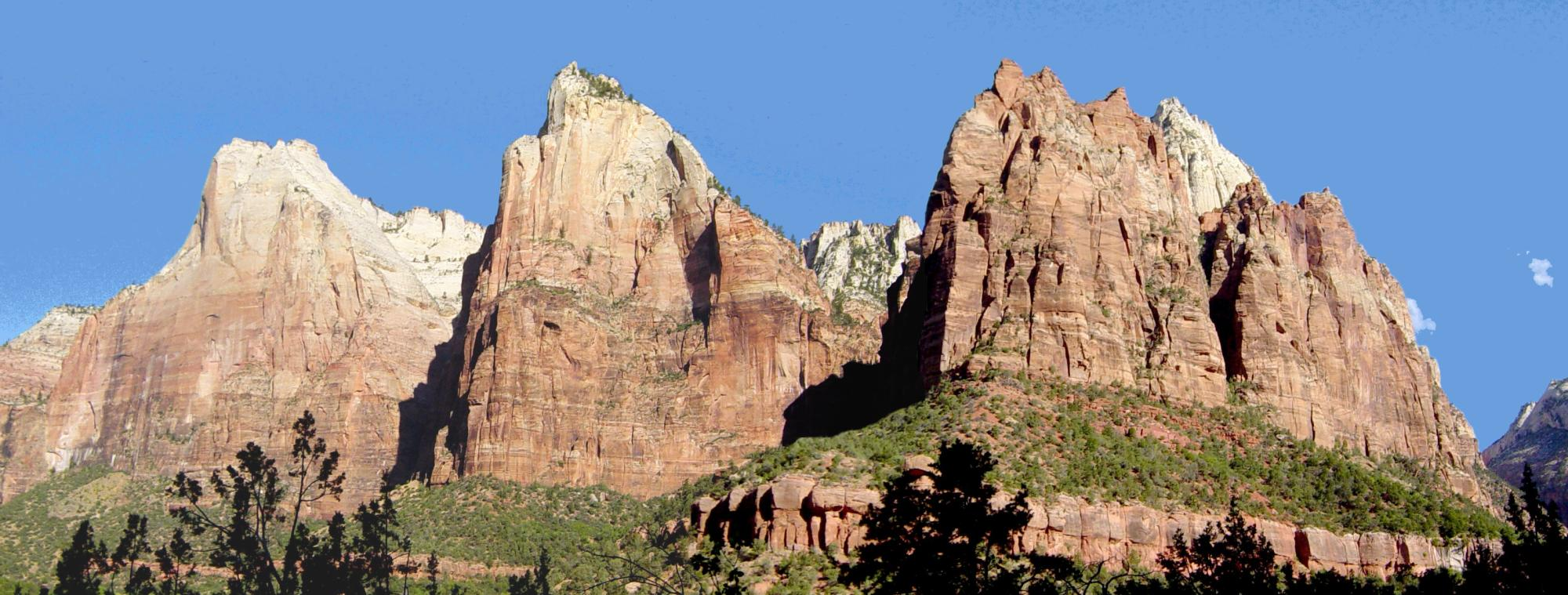
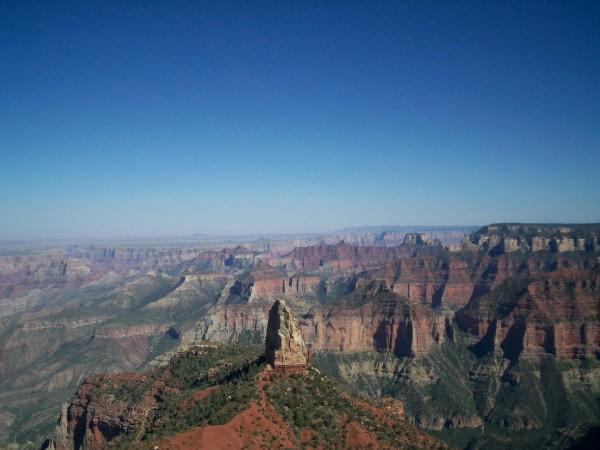
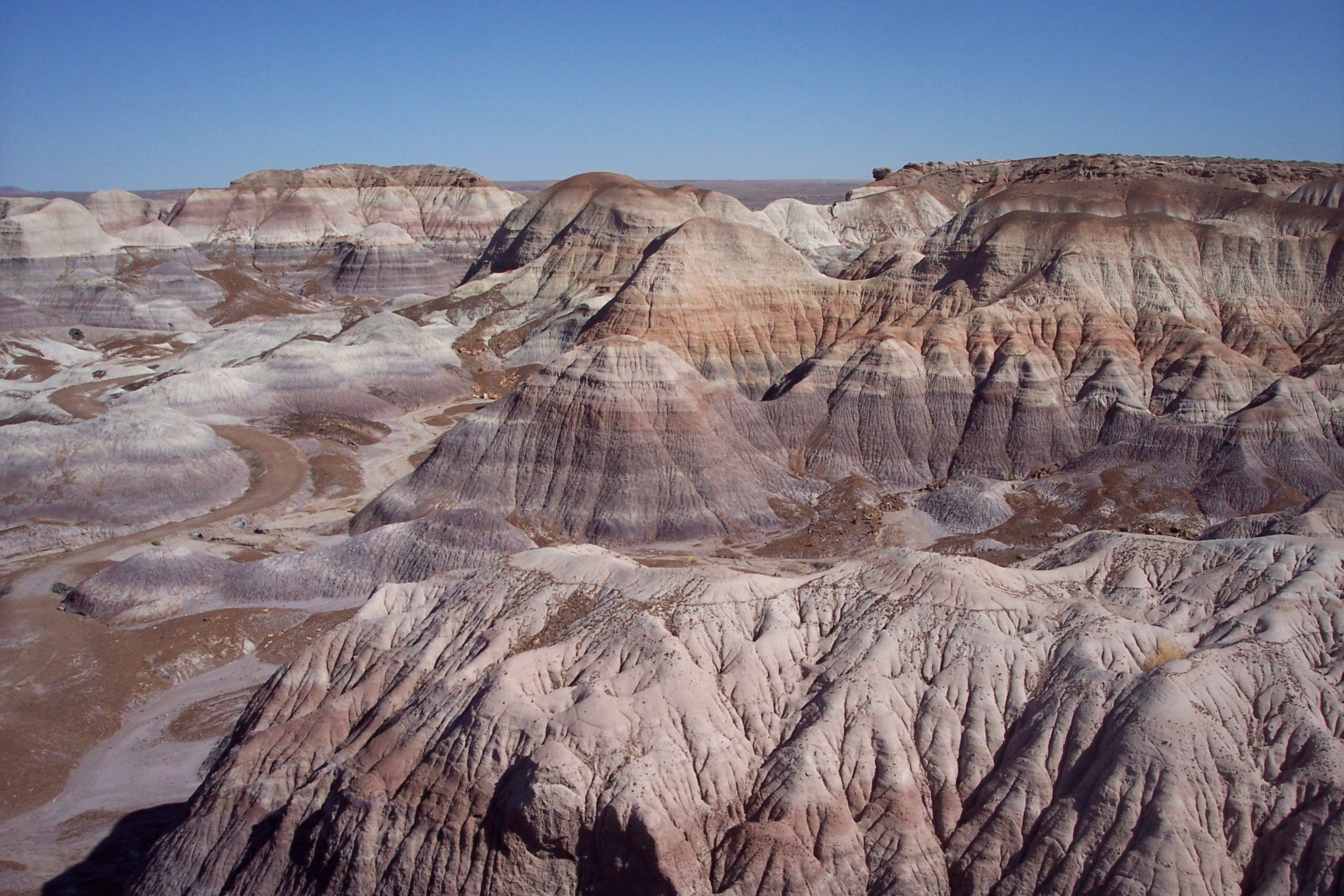
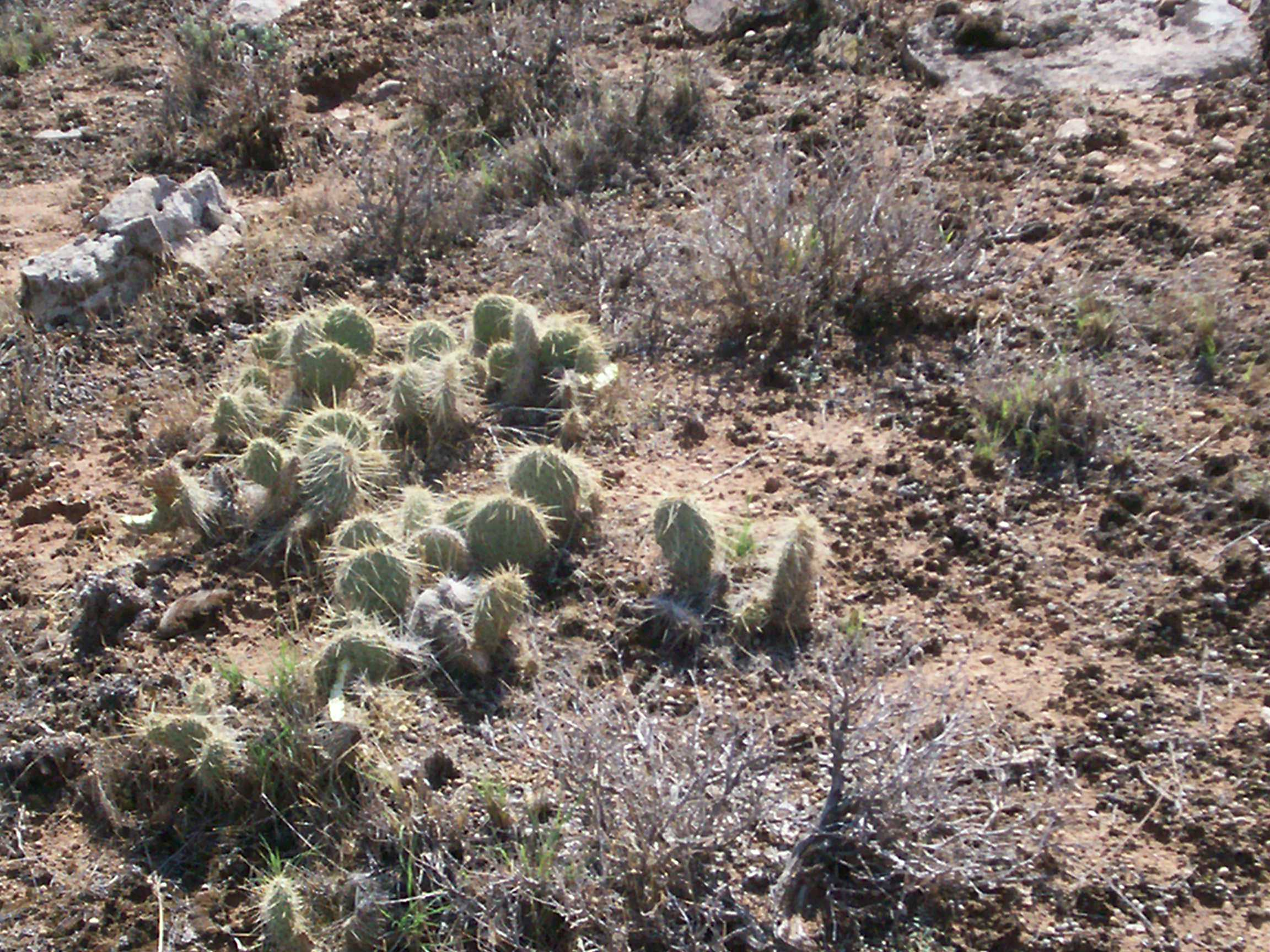